# Alexander Merkel
Alexander Merkel (in kazako Александр Меркель?, Aleksandr Merkelʹ; Pervomajskij, 22 febbraio 1992) è un calciatore kazako con cittadinanza tedesca, centrocampista del Nassaji Mazandaran.

## Biografia
Nato in Kazakistan da genitori tedeschi di Russia, Merkel si è trasferito in Germania con loro nel 1998, quando aveva 6 anni.

## Carriera

### Club

#### Esordi
Ha iniziato a giocare a calcio con la squadra amatoriale tedesca del JSG Westerwald, prima di entrare nelle file dello Stoccarda all'età di 11 anni. Nel 2008 si è trasferito a Milano dopo essere stato acquistato dal Milan, che lo ha notato nella partita tra le selezioni Under-15 di Germania e Svizzera (4-1). Durante la sua permanenza nel settore giovanile del club ha vinto la Coppa Italia Primavera nel 2010, 25 anni dopo l'ultimo successo della squadra in questa competizione.
Ha ricevuto la prima convocazione in prima squadra durante la stagione 2009-2010, ma non è mai sceso in campo, né è stato chiamato in panchina. All'inizio della stagione 2010-2011 ha preso parte ad alcune partite pre-campionato, durante le quali ha fornito buone prestazioni.
L'8 dicembre 2010 ha quindi fatto il suo debutto ufficiale in prima squadra, quando ha esordito nelle competizioni UEFA per club subentrando a Robinho al 76º minuto della gara contro l'Ajax, persa dal Milan per 0-2 e valevole per la sesta giornata della fase a gironi della Champions League 2010-2011. Un mese più tardi, il 6 gennaio 2011, ha fatto anche il suo debutto in Serie A, partendo da titolare nella gara contro il Cagliari. Il 20 gennaio 2011 ha segnato il suo primo gol negli ottavi di Coppa Italia contro il Bari, partita nella quale è stato anche autore dell'assist per il gol del definitivo 3-0 di Robinho. Il 7 maggio 2011 ha vinto il suo primo scudetto con i rossoneri a due giornate dal termine del campionato grazie allo 0-0 contro la Roma.

#### Genoa
Nel giugno 2011 è passato al Genoa in comproprietà nell'ambito del trasferimento di Stephan El Shaarawy in rossonero. Ha esordito con i rossoblu il 20 agosto 2011 nella gara vinta per 4-3 al Ferraris contro la Nocerina, valida per il terzo turno della Coppa Italia 2011-2012. A causa di un infortunio ai flessori della coscia sinistra, ha dovuto attendere fino al 16 ottobre successivo per esordire in campionato con la maglia del suo nuovo club nella partita casalinga pareggiata contro il Lecce.
Nei sei mesi trascorsi a Genova ha disputato in totale 14 partite con la maglia del Genoa, di cui 13 in campionato e una in Coppa Italia.

#### Prestito al Milan e ritorno al Genoa
Il 17 gennaio 2012 Merkel è tornato al Milan in prestito, con il cartellino del giocatore rimasto in compartecipazione tra le due squadre. Il giorno seguente è stato schierato da titolare nella gara degli ottavi di finale di Coppa Italia contro il Novara e, dopo aver disputato alcuni minuti in campionato sempre conto la squadra piemontese, nei quarti contro la Lazio si è infortunato al legamento collaterale mediale del ginocchio destro.
Dopo essere tornato disponibile alla fine del mese di marzo del 2012, non è più stato schierato in campo dal tecnico Allegri e l'8 giugno seguente Genoa e Milan hanno risolto la compartecipazione del giocatore in favore della squadra ligure.
Ha segnato il suo primo gol in Serie A il 26 agosto 2012 alla prima giornata del campionato 2012-2013 contro il Cagliari.

#### Udinese, i prestiti e il ritorno
Il 4 gennaio 2013 il calciatore tedesco è passato in comproprietà all'Udinese nell'ambito del trasferimento di Floro Flores al Genoa; Merkel ha firmato un contratto quinquennale con la società friulana. Ha esordito con la maglia bianconera il 3 febbraio 2013, nella partita Milan-Udinese (2-1), subentrando a Giampiero Pinzi nel finale di gara e ha chiuso la stagione con all'attivo 5 presenze in campionato.
Dopo sei mesi in cui non è mai stato impiegato in partite ufficiali, il 3 gennaio 2014 è stato ceduto in prestito fino alla fine della stagione 2013-2014 agli inglesi del Watford, società di Giampaolo Pozzo, presidente anche dei friulani. Ha esordito con la squadra di Watford l'11 gennaio 2014 nella partita di Championship contro il Reading, nella quale è stato espulso nei minuti di recupero del secondo tempo. Il 15 marzo 2014 ha realizzato la prima rete con la maglia degli Hornets grazie al gol del definitivo 3-0 segnato contro il Barnsley. Conclude la sua stagione con 11 presenze ed una rete in campionato.
Il 14 luglio 2014, viene ufficializzato il trasferimento a titolo temporaneo al Grasshoppers. Durante la stagione, totalizza 8 presenze totali tra campionato e coppa. Al termine della stagione, il Grasshoppers comunica il termine del prestito.
Rientrato alla base, il 30 agosto 2015 torna a giocare una partita di serie A, Udinese - Palermo (0-1). A settembre si rompe il legamento del crociato, rientrerà in campo a maggio.

#### La fugace parentesi al Pisa e il passaggio al Bochum
Viene ingaggiato a titolo definitivo dal Pisa il 22 luglio 2016. Tuttavia, il 15 agosto seguente, dopo neanche un mese dal suo arrivo nella squadra toscana, passa al Bochum.

#### Admira Wacker e Heracles Almelo
Il 5 febbraio 2018 si trasferisce all'Admira Wacker, militante nella massima serie austriaca; il 20 luglio seguente firma con gli olandesi dell'Heracles Almelo in Eredivisie.

#### Gaziantep
Il 19 agosto 2021 firma per il Gaziantep. Rescinderà il contratto con la società turca il 19 maggio 2023, dopo aver collezionato 38 presenze e 3 reti in tre anni di Süper Lig.

### Nazionale
Merkel ha fatto il suo esordio internazionale nel 2007 per la Germania Under-15 nella vittoria per 4-1 contro i pari età della Svizzera. Dopo un'altra amichevole con la selezione Under-15, sempre nel 2007 ha debuttato in Under-16, realizzando un gol nella partita d'esordio contro la Danimarca. In totale con l'Under-16 ha giocato 10 gare segnando un gol.
Nel 2008 ha disputato 3 partite con la Nazionale Under-17 e l'anno seguente due gare con l'Under-18. Nel 2010 ha esordito nell'Under-19 contro la Repubblica Ceca, segnando anche una rete, e l'anno seguente nell'Under-20.
Il 3 marzo 2015 la federcalcio kazaka annuncia la decisione da parte del calciatore di giocare per la nazionale del proprio stato di nascita. Debutta ufficialmente con la nazionale kazaka il 6 settembre 2015 contro l'Islanda.

## Statistiche

### Presenze e reti nei club
Statistiche aggiornate al 10 agosto 2022.
| Stagione               | Squadra                | Campionato             | Campionato | Campionato | Coppe nazionali | Coppe nazionali | Coppe nazionali | Coppe continentali | Coppe continentali | Coppe continentali | Altre coppe | Altre coppe | Altre coppe | Totale | Totale |
| Stagione               | Squadra                | Comp                   | Pres       | Reti       | Comp            | Pres            | Reti            | Comp               | Pres               | Reti               | Comp        | Pres        | Reti        | Pres   | Reti   |
| ---------------------- | ---------------------- | ---------------------- | ---------- | ---------- | --------------- | --------------- | --------------- | ------------------ | ------------------ | ------------------ | ----------- | ----------- | ----------- | ------ | ------ |
| 2010-2011              | Milan                  | A                      | 6          | 0          | CI              | 2               | 1               | UCL                | 2                  | 0                  | -           | -           | -           | 10     | 1      |
| 2011-gen. 2012         | Genoa                  | A                      | 13         | 0          | CI              | 1               | 0               | -                  | -                  | -                  | -           | -           | -           | 14     | 0      |
| gen.-giu. 2012         | Milan                  | A                      | 1          | 0          | CI              | 2               | 0               | UCL                | 0                  | 0                  | SI          | -           | -           | 3      | 0      |
| Totale Milan           | Totale Milan           | Totale Milan           | 7          | 0          |                 | 4               | 1               |                    | 2                  | 0                  |             | -           | -           | 13     | 1      |
| 2012-gen. 2013         | Genoa                  | A                      | 6          | 1          | CI              | 1               | 0               | -                  | -                  | -                  | -           | -           | -           | 7      | 1      |
| Totale Genoa           | Totale Genoa           | Totale Genoa           | 19         | 1          |                 | 2               | 0               |                    | -                  | -                  |             | -           | -           | 21     | 1      |
| gen.-giu. 2013         | Udinese                | A                      | 5          | 0          | CI              | -               | -               | UCL+UEL            | -                  | -                  | -           | -           | -           | 5      | 0      |
| 2013-gen. 2014         | Udinese                | A                      | 0          | 0          | CI              | -               | -               | UEL                | 0                  | 0                  | -           | -           | -           | 0      | 0      |
| gen.-giu. 2014         | Watford                | FLC                    | 11         | 1          | FACup+CdL       | 0               | 0               | -                  | -                  | -                  | -           | -           | -           | 11     | 1      |
| 2014-2015              | Grasshoppers           | SL                     | 6          | 0          | CS              | 2               | 0               | UCL+UEL            | 1+2                | 0                  | -           | -           | -           | 11     | 0      |
| 2015-2016              | Udinese                | A                      | 1          | 0          | CI              | 0               | 0               | -                  | -                  | -                  | -           | -           | -           | 1      | 0      |
| Totale Udinese         | Totale Udinese         | Totale Udinese         | 6          | 0          |                 | -               | -               |                    | -                  | -                  |             | -           | -           | 6      | 0      |
| 2016-2017              | Bochum                 | 2L                     | 11         | 0          | CG              | 0               | 0               | -                  | -                  | -                  | -           | -           | -           | 11     | 0      |
| 2017-feb. 2018         | Bochum                 | 2L                     | 2          | 0          | CG              | 1               | 0               | -                  | -                  | -                  | -           | -           | -           | 3      | 0      |
| Totale Bochum          | Totale Bochum          | Totale Bochum          | 13         | 0          |                 | 1               | 0               |                    | -                  | -                  |             | -           | -           | 14     | 0      |
| feb.-giu. 2018         | Admira Wacker M.       | WSL                    | 15         | 1          | CA              | 0               | 0               | -                  | -                  | -                  | -           | -           | -           | 15     | 1      |
| 2018-2019              | Heracles Almelo        | ED                     | 32         | 0          | CO              | 1               | 0               | UEL                | 2                  | 0                  | -           | -           | -           | 35     | 0      |
| 2019-2020              | Heracles Almelo        | ED                     | 25         | 2          | CO              | 3               | 0               | -                  | -                  | -                  | -           | -           | -           | 28     | 2      |
| Totale Heracles Almelo | Totale Heracles Almelo | Totale Heracles Almelo | 57         | 2          |                 | 4               | 0               |                    | 2                  | 0                  |             | -           | -           | 63     | 2      |
| set. 2020-2021         | Al-Faisaly             | SPL                    | 27         | 1          | KCC             | 4               | 0               | -                  | -                  | -                  |             | -           | -           | 31     | 1      |
| 2021-2022              | Gaziantep              | SL                     | 24         | 1          | TK              | 0               | 0               | -                  | -                  | -                  | -           | -           | -           | 24     | 1      |
| 2022-2023              | Gaziantep              | SL                     | 6          | 1          | TK              | 1               | 1               | -                  | -                  | -                  | -           | -           | -           | 7      | 2      |
| Totale Gaziantep       | Totale Gaziantep       | Totale Gaziantep       | 30         | 2          |                 | 1               | 1               |                    | -                  | -                  |             | -           | -           | 31     | 3      |
| 2023-2024              | Hatta Club             | PL                     | 0          | 0          | CEA+CdL         | 0               | 0               | -                  | -                  | -                  | -           | -           | -           | 0      | 0      |
| Totale carriera        | Totale carriera        | Totale carriera        | 191        | 8          |                 | 18              | 2               |                    | 7                  | 0                  |             | -           | -           | 216    | 10     |

### Cronologia presenze e reti in Nazionale
| Cronologia completa delle presenze e delle reti in nazionale ― Kazakistan | Cronologia completa delle presenze e delle reti in nazionale ― Kazakistan | Cronologia completa delle presenze e delle reti in nazionale ― Kazakistan | Cronologia completa delle presenze e delle reti in nazionale ― Kazakistan | Cronologia completa delle presenze e delle reti in nazionale ― Kazakistan | Cronologia completa delle presenze e delle reti in nazionale ― Kazakistan | Cronologia completa delle presenze e delle reti in nazionale ― Kazakistan | Cronologia completa delle presenze e delle reti in nazionale ― Kazakistan |
| Data                                                                      | Città                                                                     | In casa                                                                   | Risultato                                                                 | Ospiti                                                                    | Competizione                                                              | Reti                                                                      | Note                                                                      |
| ------------------------------------------------------------------------- | ------------------------------------------------------------------------- | ------------------------------------------------------------------------- | ------------------------------------------------------------------------- | ------------------------------------------------------------------------- | ------------------------------------------------------------------------- | ------------------------------------------------------------------------- | ------------------------------------------------------------------------- |
| 6-9-2015                                                                  | Reykjavík                                                                 | Islanda                                                                   | 0 – 0                                                                     | Kazakistan                                                                | Qual. Euro 2016                                                           | -                                                                         | 46’ 75’                                                                   |
| 21-3-2019                                                                 | Astana                                                                    | Kazakistan                                                                | 3 – 0                                                                     | Scozia                                                                    | Qual. Euro 2020                                                           | -                                                                         | 38’                                                                       |
| 24-3-2019                                                                 | Astana                                                                    | Kazakistan                                                                | 0 – 4                                                                     | Russia                                                                    | Qual. Euro 2020                                                           | -                                                                         |                                                                           |
| Totale                                                                    |                                                                           | Presenze                                                                  | 3                                                                         |                                                                           | Reti                                                                      | 0                                                                         |                                                                           |

## Palmarès

### Competizioni giovanili
- Coppa Italia Primavera: 1

Milan: 2009-2010

### Competizioni nazionali
- Campionato italiano: 1

Milan: 2010-2011
- Coppa del Re dei Campioni: 1

Al Faisaly: 2020-2021